# Ciukoveț, Silistra
Ciukoveț (în bulgară Чуковец, în română Tocmachioi) este un sat în comuna Alfatar, regiunea Silistra, Dobrogea de Sud, Bulgaria. 
Între anii 1913-1940 a făcut parte din plasa Accadânlar a județului Durostor, România.

## Demografie
Componența etnică a satului Ciukoveț
     Turci (98,26%)
     Nicio identificare (1,73%)
     Altele (0%)
La recensământul din 2011, populația satului Ciukoveț era de 289 locuitori. Din punct de vedere etnic, majoritatea locuitorilor (98,26%) erau turci. Pentru 1,73% din locuitori nu este cunoscută apartenența etnică.